# Dejerine-Spiller-Syndrom
Das Dejerine-Spiller-Syndrom, auch Medial medullary syndrome (MMI), bezeichnet eine Schädigung der Medulla oblongata mit einseitiger Zungenlähmung aufgrund Ausfalles des Nervus hypoglossus kombiniert mit gegenseitiger Hypästhesie und Hemiparese.
Die Bezeichnung bezieht sich auf die Erstbeschreibung 1908 durch den US-amerikanischen Neurologen William Gibson Spiller  und 1914 durch den französischen Neurologen Joseph Jules Dejerine.

## Ursache
Als Ursache werden Verschlüsse der Arteria spinalis anterior und Arteria vertebralis angenommen.

## Klinische Erscheinungen
Klinische Kriterien sind:
- eine ipsilaterale Zungenlähmung (periphere Hypoglossusparese) sowie
- die kontralaterale Hemiparese mit einer Hemihypästhesie.

## Pathologie
Pathologisch liegen eine mediale Medulla-oblongata-Läsion mit Ausfall des Nucleus N. hypoglossi sowie mit einer Läsion des Lemniscus medialis mit kontralateraler Hemihypästhesie und eine Läsion der basaler liegenden Pyramidenbahn vor.